# Пак Ли Соп
Пак Ли Соп (хангыль: 박리섭; 6 января 1944) — северокорейский футболист, участник чемпионата мира 1966 года. Выступал на позиции правого защитника.

## Карьера

### Чемпионат мира 1966
Пак Ли Соп известен по выступлению в составе сборной КНДР на чемпионате мира 1966 года. Принимал участие в отборочных играх со сборной Австралии, на чемпионате провёл две встречи: против сборной СССР и сборной Чили.
| Матчи и голы Пака Ли Сопа за сборную КНДР | Матчи и голы Пака Ли Сопа за сборную КНДР | Матчи и голы Пака Ли Сопа за сборную КНДР | Матчи и голы Пака Ли Сопа за сборную КНДР | Матчи и голы Пака Ли Сопа за сборную КНДР | Матчи и голы Пака Ли Сопа за сборную КНДР | Матчи и голы Пака Ли Сопа за сборную КНДР |
| ----------------------------------------- | ----------------------------------------- | ----------------------------------------- | ----------------------------------------- | ----------------------------------------- | ----------------------------------------- | ----------------------------------------- |
| №                                         | Дата                                      | Место проведения                          | Соперник                                  | Счёт                                      | Голы                                      | Турнир                                    |
| 1                                         | 21 ноября 1965                            | Пномпень, Камбоджа                        | Австралия                                 | 6:1                                       | -                                         | Отбор к ЧМ-1966 (стыковой матч)           |
| 2                                         | 24 ноября 1965                            | Пномпень, Камбоджа                        | Австралия                                 | 3:1                                       | -                                         | Отбор к ЧМ-1966 (стыковой матч)           |
| 3                                         | 12 июля 1966                              | Мидлсбро, Англия                          | СССР                                      | 0:3                                       | -                                         | Чемпионат мира 1966                       |
| 4                                         | 15 июля 1966                              | Мидлсбро, Англия                          | Чили                                      | 1:1                                       | -                                         | Чемпионат мира 1966                       |

Итого: 4 матча / 0 голов; 2 победы, 1 ничья, 1 поражение.